# Jaume Comas Cladera
Jaume Comas Cladera. (Sa Pobla, 1882 - Palma, 1964) fou un metge oculista i polític republicà mallorquí.
Fill del metge Jaume Comas Llabrés i de Margalida Cladera Bennàsser. Estudià medicina a Barcelona. S'especialitzà en oftalmologia amb el doctor Ignasi Barraquer i Barraquer. Es va doctorar en medicina i cirurgia a la Universitat Central de Madrid, amb la tesi "Contribución al estudio de la conjuntivitis tracomatosa". Posteriorment exercí d'oftalmòleg a Palma. Va fer conferències i publicà articles a la premsa mallorquina sobre temes mèdics. President del Foment del Civisme. El desembre del 1919, el Foment del Civisme organitzà un banquet al Grand Hotel, de Palma, en el qual Jaume Comas pronuncià un discurs on criticà durament l'estat espanyol. A més, considerava que «la guerra universal ha dictat un fallo favorable a la solució dels problemes de les nacionalitats» i que, ara, el que importava era satisfer les justes aspiracions d'aquelles regions disposades a prescindir del centralisme, «que és el resum de tots els fracassos». Amic de Marcel·lí Domingo i membre del Partit Republicà Radical Socialista. L'abril de 1931 fou nomenat vicepresident de la Diputació de les Illes Balears. Vicepresident del Consell Executiu d'Esquerra Republicana Balear. El 1936 va ser empresonat a la presó dels caputxins i compartí cel·la amb Luis Ferbal i el científic Odón de Buen. Va estar internat en el camp de concentració de Capocorb Vell. Va estar empresonat des de 1936 a 1949.